# Quiroga (Michoacán)
Quiroga est une municipalité située dans l'État mexicain de Michoacán.